# Izvor (Novo Brdo)
Pour les articles homonymes, voir Izvor.
Izvor en serbe latin et Izvor en albanais (en serbe cyrillique : Извор) est une localité du Kosovo située dans la commune/municipalité de Novobërdë/Novo Brdo, district de Pristina (Kosovo) ou district de Kosovo-Pomoravlje (Serbie). Selon le recensement kosovar de 2011, elle compte 442 habitants.

## Démographie

### Évolution historique de la population dans la localité
| 1948 | 1953 | 1961 | 1971 | 1981 | 1991 | 2011 |
| ---- | ---- | ---- | ---- | ---- | ---- | ---- |
| 600  | 674  | 768  | 813  | 709  | 593  | 442  |

|  |

### Répartition de la population par nationalités (2011)
En 2011, les Serbes représentaient 59,05 % de la population, les Albanais 40,95 %.